# Patricia Maria Țig
Patricia Maria Țig (født 27. juli 1994 i Caransebeş, Rumænien) er en professionel tennisspiller fra Rumænien.